# Fiertel
Le Grand Tour de Saint Hermès, nommé usuellement le Fiertel, est une procession religieuse annuelle, longue de 32,6 kilomètres, qui se déroule à Renaix en Belgique. Cette marche a lieu en l'honneur de saint Hermès, le jour de la Sainte Trinité (fin mai ou début juin).

## La procession

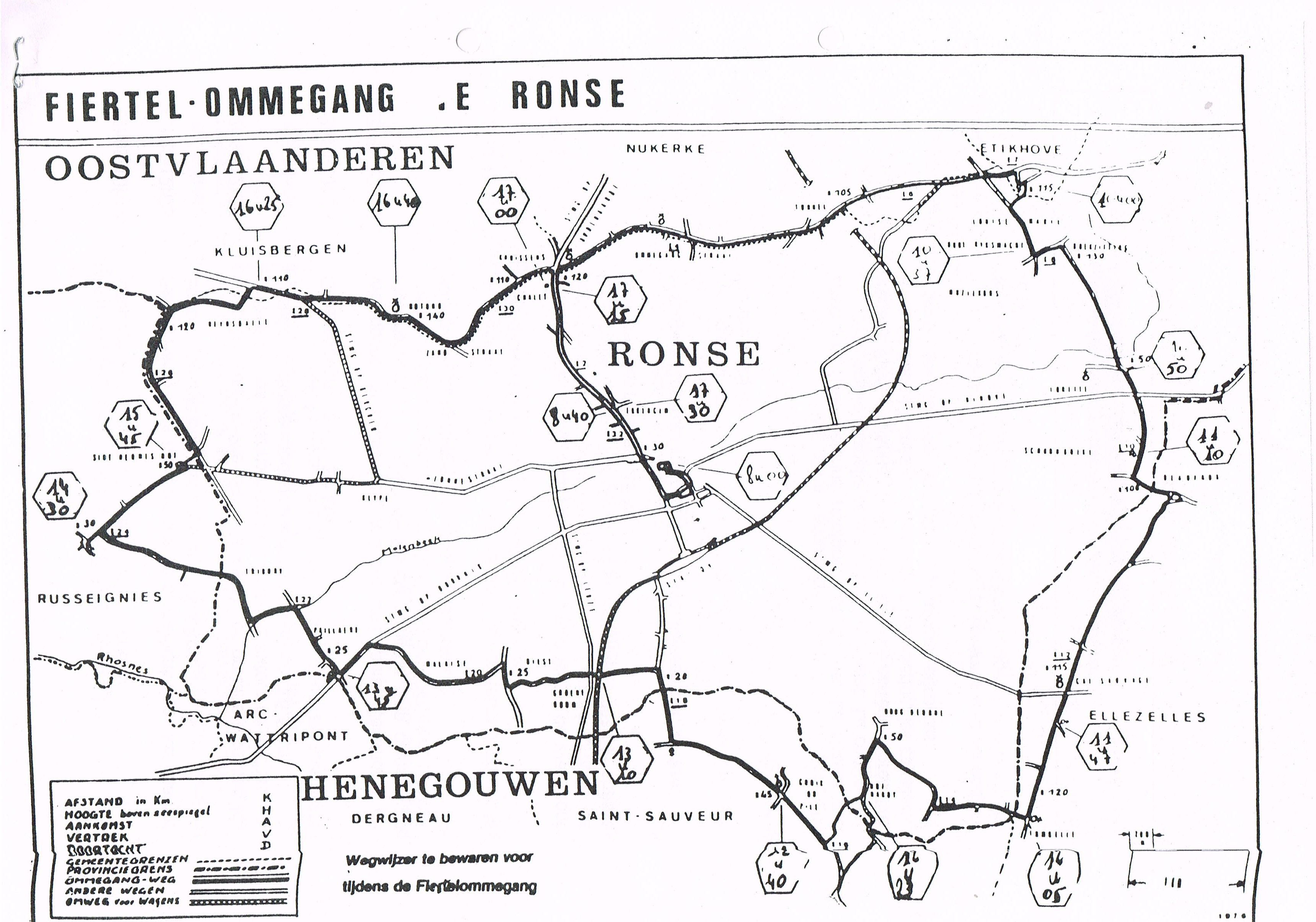
Parcours (32,6 kilomètres) de la procession du Fiertel à Renaix.

Le nom flamand de cette fête, Fiertel, est dérivé du latin feretrum qui signifie "reliquaire". Depuis ses origines, le Grand Tour de Saint Hermès est une procession religieuse dédiée à saint Hermès. Il a lieu tous les ans, le jour de la Sainte Trinité, le dimanche qui suit la Pentecôte. Cette procession consiste à réaliser un pèlerinage autour de la ville de Renaix, sur les "frontières" séparant la ville de Renaix des villages voisins, et dès lors par de brèves incursions sur les territoires des villages de Louise-Marie, d'Ellezelles, de Saint-Sauveur, de Wattripont, de Russeignies et de Quaremont, constituant donc un parcours de 32,6 kilomètres de long.
La veille, les reliquaires de saint Hermès sont exposés lors d'une cérémonie après une messe pour les défunts. Le week-end débute le samedi avec trois coups de canon à l’esplanade du Brûl, annonçant l’ouverture des fêtes communales et la neuvaine en l’honneur de saint Hermès. La procession et le tour de la ville débutent le dimanche à sept heures du matin par une messe solennelle pour les pèlerins ; à huit heures le bourgmestre de Renaix demande la permission au doyen d'emprunter pour ce jour-là la châsse de saint Hermès. Celle-ci est ensuite remise aux "porteurs du Fiertel". Ceux-ci étaient à l'origine les cordonniers de Renaix. Aujourd'hui, il semblerait qu'ils se transmettent la tradition de père en fils et que seuls les Renaisiens d'origine ou d'adoption et leurs descendants peuvent avoir l'honneur de porter le reliquaire sur leurs épaules. Le cortège commence alors au rythme du sonneur de clochettes appelé le Belleman Une seule pause est prévue, à Russeignies, où les pèlerins déjeunent entre 14 h 30 et 15 h 35. Pendant ce temps, la châsse est déposée dans l'église où une messe se déroule vers 15 heures. À ce stade, 24 kilomètres ont déjà été parcouru. Le retour en l'église Saint-Hermès est prévu à 18:30 mais, avant cela, le pèlerinage se termine par un défilé coloré, folklorique et historique consacré à la vie de Saint Hermès et à l'histoire de Renaix. Lorsque la châsse atteint l'église, le reliquaire est remis aux autorités ecclésiastiques qui clôturent ce culte par une ultime cérémonie et vénération de saint Hermès.

### Origine
Ce défilé de pèlerins voit le jour au Moyen Âge (vers l'année 1089), lorsque des malades mentaux originaires des quatre coins du pays décidèrent d'invoquer la clémence de leur saint patron Hermès afin d'obtenir une guérison en laquelle ils ne croyaient plus. Très vraisemblablement, ce pèlerinage a-t-il pris son essor lors des grandes épidémies d'ergotisme (le "feu de saint Antoine", causé par un champignon parasitaire du seigle) qui frappèrent d'épouvante la population de ce temps. Pour obtenir leur guérison ou celle de leurs proches, les pèlerins se soumettaient à des efforts physiques et à un recueillement religieux. C'est ainsi qu'à partir de ce moment-là, Renaix voit accourir des malades mentaux, des fous, ceux qui souffrent de maux de tête ou de dépression. Actuellement encore plusieurs milliers de personnes atteintes ou simplement croyantes et pratiquantes participent à cet événement formant dès lors un cortège impressionnant de piétons, cavaliers, d'ecclésiastiques et de confréries.

## La châsse

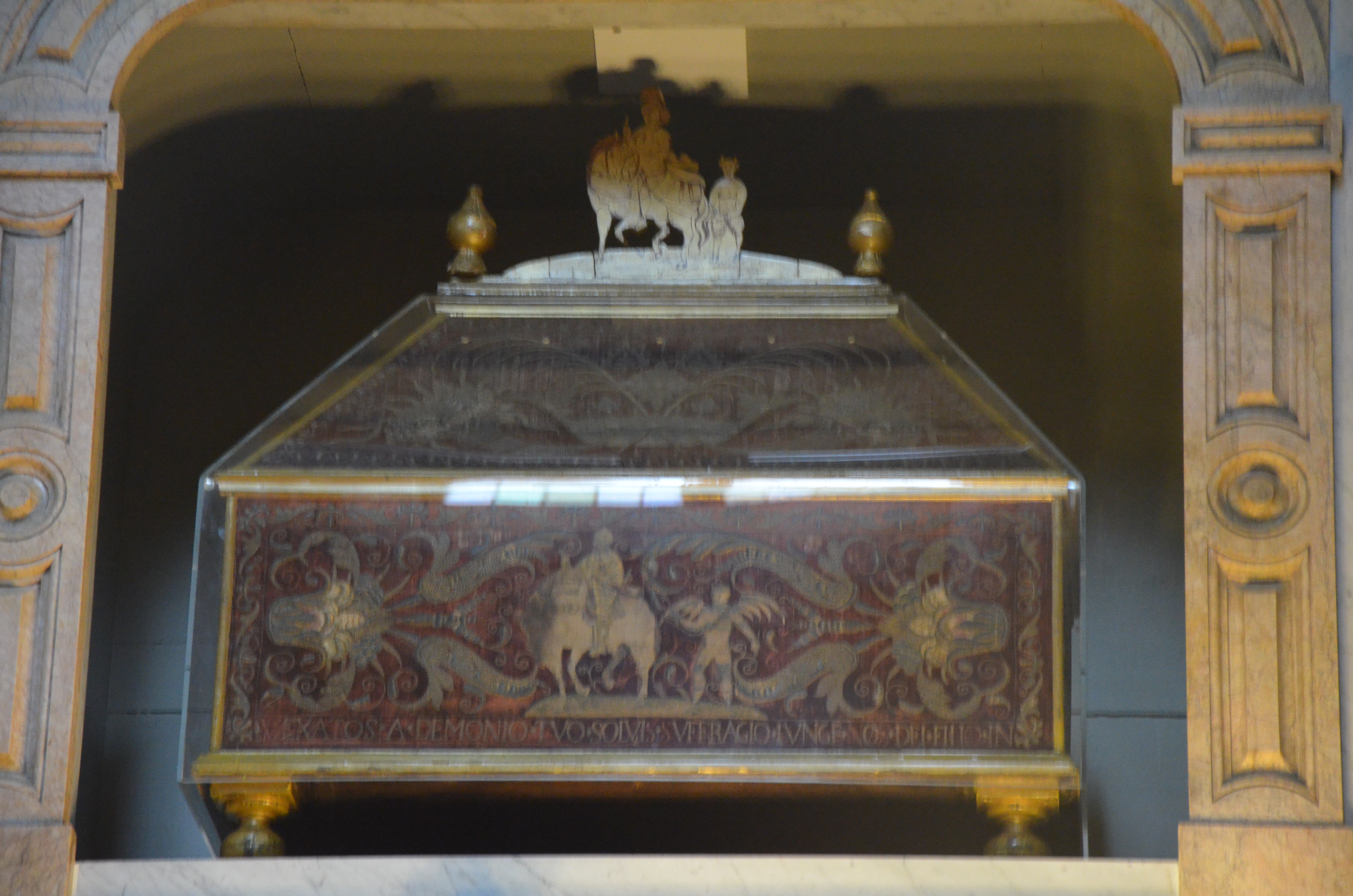
La châsse contenant une partie du corps de saint Hermès se trouve dans l'église Saint-Hermès de Renaix.

Une châsse est un coffret décoré dans lequel sont conservés des reliques. Dans ce cas ci, des phalanges et le crâne de saint Hermès y sont conservés dans une châsse en argent. C'est au IXe siècle qu'arrivent à Renaix les reliques de saint Hermès après avoir été sauvées par les moines lors de l'incendie de l'abbaye par les Normands en 880. Elles furent placées dans la crypte romane en 1089. Cette crypte située sous l'église Saint-Hermès de Renaix, est par ailleurs la plus grande de Belgique.

## Saint Hermès
Ce saint patron est né en Grèce et est décédé à Rome en 120 après Jésus-Christ en tant que martyr, en même temps que le pape Alexandre Ier. Esclave romain affranchi, il a souffert en martyr dans le cimetière de Basilia sur la voie salarienne, celui-ci porte dès lors son nom. C’est un des plus anciens martyrs romains. Antium dans le Latium lui a dédié une basilique.
Le corps de saint Hermès fut transféré par Grégoire IV dans le titulus Marci de Pallacine, où l’on voit son image dans l’hypogée, sous l’abside. À Renaix, on invoque saint Hermès comme guérisseur de malades mentaux et de névrosés. Sur le lien entre Hermès et les malades mentaux les opinions sont divergentes. L’hypothèse la plus plausible est que, par manque de quelque chose de sensationnel dans la vie du saint, on ait voulu illustrer qu’un martyr ne combat et ne vainc de plus grand ennemi que le diable. De la lutte contre le diable à la lutte contre la possession il n’y a qu’un pas. Selon la légende, ce saint est donc un des rares à avoir combattu et vaincu le diable. C'est ainsi qu'il est représenté en tenue de soldat romain sur le dos de son cheval tenant une épée ou une lance d'une main et une chaîne tirant derrière lui le diable déchu de l'autre. Une telle notoriété dans la grande famille des saints lui vaut plusieurs lieux de culte, depuis sa propre basilique construite à l'époque à Basilia jusqu'à la Normandie actuelle dans le village de Fontenay-le-Marmion, mais aussi dans l'église Saint-Nicolas de Tournai et plus encore dans l'église qui lui est dédiée à Renaix, où on lui associe la phrase suivante « Saint Hermès guérit les fous des environs mais laisse les Renaisiens tels qu'ils sont ». C'est pourquoi devant l'église de nombreuses auberges accueillaient les malades mentaux, les fous et les névrosés.